# Patrick Serra
Patrick Serra, född 2 februari 1962 i Avignon i Frankrike, död 25 september 2013, var en svensk tävlingscyklist. Han var svensk landslagsman, och proffs i Italien.

### Fotnoter
1. ↑  ”Cykelprofilen Patrick Serra död”. Sveriges Television. 25 september 2013. Arkiverad från originalet den 15 januari 2014. https://web.archive.org/web/20140115042033/http://www.svt.se/nyheter/regionalt/vastmanlandsnytt/patrick-serra-dod. Läst 13 januari 2014.